# 佐藤丈樹
佐藤 丈樹（さとう たけじゅ、1960年12月26日 - ）は、日本の俳優、声優、ナレーター。大沢事務所所属。宮城県出身。身長173cm。体重56kg。
趣味は草野球、写真。特技は剣道、野球。

## 出演

### 映画
- 泣きぼくろ
- 新宿鮫

### テレビ
- 九門法律相談所　（火曜サスペンス劇場・日本テレビ）
- 新説・三億円事件
- 二人の中

### CM
- 日産自動車
- マスターカード
- ソニー　（声のみの出演）
  - サイバーショット　『誕生と結婚篇』　（2006年11月15日 - ）
  - サイバーショット　『「卒業とウエディング」HD篇』　（2007年3月5日 - ）　など
- 三井不動産レジデンシャル　『すまいの風景・男性篇』（2007年4月 - ）

### 舞台
- リチャード三世
- マクベス